# Palatul Károly Kiss
Palatul Károly Kiss este o clădire situată în Timișoara, pe strada Prof. Dionisie Linția, nr. 1.
Face parte din Situl urban „Fabric” (II), monument istoric cod LMI TM-II-s-B-06097.

## Istorie
În 1910, Primăria Timișoarei, decidă să vândă lotul de casă, situat „între casele lui Karl (Károly) Kunz și malul Begheiului”, pe terenul fostului Depozit erarial de lemne — desființat în 1906, măsurand 394 de stânjeni pătrați (1417 metri pătrați) către Károly Kiss, inginer orășănesc, la prețul de 55 coroane per stânjen pătrat. Cu toate acestea, tranzacția a fost însoțită de o importantă condiție impusă de Primărie. În decursul anului următor, Károly Kiss a fost obligat să construiască exclusiv case de raport pe acest teren, fiecare cu două etaje.
Astfel, în 1911, apar două palate de raport, Casa și Palatul Károly Kiss, care se întind între Splaiul Nistrului și strada Profesor Dionisie Linția.
Arhitectul celor două imobile a fost arhitectul-șef al orașului, László Székely, care era și cumnatul lui Károly Kiss.
De asemenea, toate cele patru clădiri care alcătuiesc cvartalul situat între Splaiul Nistrului, Bulevardul 3 August 1919 și strada Profesor Dionisie Linția, respectiv cele două clădiri mai sus menționate, Palatul văduvei Székely și Baia Publică Neptun, au fost opera aceluiași birou de arhitectură.

## Descriere
Palatul Károly Kiss, realizat de arhitectul László Székely, este realizat în curentul arhitectural al Secesiunii Vieneze, fiind expresie a arhitecturii specifice perioadei începutului secolului al XX-lea din Timișoara. 